# سرگرد پین (فیلم ۱۹۹۵)
سرگرد پین (به انگلیسی: Major Payne) یک داستان نظامی و فیلم کمدی آمریکایی، محصول ۱۹۹۵، به کارگردانی نیک کسل و با بازی دیمون وینز است که با او نوشته است. دین لوری و گری روزن. کارین پارسونز، استیون مارتینی و مایکل آیرونساید در این فیلم همبازی هستند. این فیلم، یک بازسازی آزاد از فیلم ۱۹۵۵ «جنگ خصوصی سرگرد بنسون» با بازی چارلتون هستون است. «سرگرد پین» در ۲۴ مارس در ایالات متحده اکران شد و ۳۰ میلیون دلار فروخت. وینز نقش افسر نظامی را بازی می‌کند که پس از مرخص شدن، تلاش می‌کند گروهی ناکارآمد از دانش‌آموزان جوان را به پیروزی در یک مسابقه هدایت کند.

## طرح
سرگرد بنسون وینیفرد پین، یک تفنگدار جنگ‌زده، از یک حملۀ موفقیت‌آمیز مواد مخدر در آمریکای جنوبی برمی‌گردد تا متوجه شود که برای ارتقاء به او منتقل شده است. سرهنگ دوم. پین یک ترخیص شرافتمندانه دریافت می‌کند و سعی می‌کند خود را با زندگی غیرنظامی وفق دهد امّا در نهایت دستگیر می‌شود. فرمانده سابقش او را از زندان بیرون می‌آورد و موقعیتی را برای او در ارتش تضمین می‌کند.
پین به مدرسه مقدماتی مدیسون در ویرجینیا فرستاده می‌شود و فرماندهی دانش‌آموزان JROTC به او داده می‌شود. کادت‌ها گروهی بی‌نظم از بزهکاران و طردشدگان هستند که هشت سال متوالی در بازی‌های نظامی ویرجینیا رتبه آخر را کسب کرده‌اند. پین بلافاصله موضع سختی در قبال دانشجویان می‌گیرد و اقتدار خود را تأیید می‌کند. او کچل‌ها را کچل می‌کند و آنها را از خوابگاهشان بیرون می‌آورد و به یک پادگان ویران می‌برد. تنبیه‌های خشن پین و عدم همدلی با دانش آموزان منجر به اصطکاک با مشاور مدرسۀ امیلی والبرن می‌شود که سعی می‌کند رویکرد پین را نرم کند.
کادت‌ها که توسط رهبر شورشی الکس استون تشویق می‌شوند، چندین بار تلاش می‌کنند تا پین را خراب کنند و او را از مدرسه بیرون کنند، که در نهایت با استخدام یک دوچرخه سوار برای حمله به پین به کادت‌ها ختم شد. پس از آن، پین الکس را رهبر تیم می‌کند. همه چیز به هم می‌رسد و پین پیشنهاد می‌کند در صورتی که کادت‌ها جایزه بازی‌های نظامی را از آکادمی ولینگتون بدزدند، کار را ترک کند. با این حال، پین به کادت‌های ولینگتون، که در کمین کادت‌های مدیسون نشسته و آنها را به شدت کتک می‌زنند، هشدار می‌دهد. کادت‌ها با درک اینکه باید این جام را صادقانه کسب کنند، برای بازی‌های نظامی با پشتکار تمرین می‌کنند. آنها به یک تیم متحد تبدیل می‌شوند و پین به آنها می‌گوید که از این برنامه فارغ‌التحصیل شده‌اند و برای رقابت در بازی‌ها مناسب هستند.
قبل از بازی‌ها، از پین خواسته می‌شود که به تیم تفنگداران دریایی بازگردد تا در بوسنی، با رتبه‌ای که برای ارتقاء از او عبور کرده بود، بجنگد. او مشتاقانه پست جدید را می‌پذیرد، اما اعزام او به این معنی است که او بازی‌های نظامی را از دست خواهد داد. در حالی که پین منتظر حرکت قطار است، رؤیاپردازی می‌کند که با امیلی و پسر خوانده‌اش، تایگر، در یک خانواده باشد. کادت‌ها نمی‌خواهند بدون پین در بازی‌ها شرکت کنند، اما الکس آن‌ها را متقاعد می‌کند که این کار را انجام دهند. در بازی‌ها، پسران خودشان را نگه می‌دارند تا اینکه الکس به مچ پایش آسیب برساند و نتواند در مسابقه نهایی شرکت کند. کادت‌های مدیسون ولینگتون را به آسیب رساندن به الکس متهم می‌کنند که تبدیل به غوغا می‌شود. دعوا از بین می‌رود و داوران قصد دارند مدیسون را رد صلاحیت کنند.
پین پست جدید و کمیسیون خود را رد می‌کند و در آخرین لحظه حاضر می‌شود. او همه چیز را با داوران صاف می‌کند و به تایگر می‌گوید که مدیسون را در رویداد نهایی، یک مسابقه تمرینی، رهبری کند. این گروه یک روال غیر متعارف اما سرگرم‌کننده را اجرا می‌کند که جایزه را برای آنها به ارمغان می‌آورد. در اولین روز سال تحصیلی جدید، مدیسون جایزه بازی‌های نظامی را به همراه جایزه دستاوردهای فردی الکس به نمایش می‌گذارد. پین با ازدواج با امیلی و پذیرفتن تایگر دوباره به مربیگری ادامه می‌دهد. استون نقش خود را به عنوان رهبر گروه از سر می‌گیرد، زیرا تایگر دستیار رهبر گروه می‌شود. پین کمی نرم شده است و سعی می‌کند با افراد استخدام شده دوست شود، اما زمانی که یک دانشجوی نابینا بی‌احترامی با سگ خدمتش ظاهر می‌شود، پین با تراشیدن سر او و سگش با چاقوی صحرایی خود و خنده، تسلط خود را دوباره نشان می‌دهد.

## بازیگران
- دیمون وینز به عنوان سرگرد بنسون وینیفرد پین، یک تفنگدار دریایی سخت‌گیر در جنگ. پین در سازگاری با زندگی خارج از ارتش مشکل دارد.
- کارین پارسونز در نقش امیلی والبرن، مشاور مدرسه. او و پین بر سر سبک او برای آموزش دانشجویان با هم درگیر می‌شوند.
- ویلیام هیکی در نقش دکتر فیلیپس، مدیر مدرسه. به نظر می‌رسد که او عمدتاً روی دانشگاه متمرکز شده است و از سابقه بد مدرسه اش در بازی‌های نظامی ناراحت نیست. تنها دستور او به پین این است که دانش آموزان را از ایجاد مشکل در اطراف مدرسه جلوگیری کند.
- استیون مارتینی در نقش کادت الکس جی استون، نوجوانی سرکش که برای اقتدار احترام قائل نیست. او با رویکرد سختگیرانه پین برای تمرین مخالف است و فعالانه برای خلاص شدن از شر پین تلاش می‌کند، اما در نهایت به جای داتسون، رهبر تیم کادت می‌شود.
- مایکل آیرونساید در نقش سرهنگ دوم استون، ناپدری الکس. او یک الکلی است که از الکس سوء استفاده می‌کند.
- اورلاندو براون در نقش کادت کوین «تایگر» دان، یتیمی که توسط مدرسه به فرزندی پذیرفته شده و توسط امیلی والبرن بزرگ شده است. او که جوان‌ترین دانشجوی دانشگاهی است، تلاش می‌کند تا از دیگران عقب بماند و جای خود را پیدا کند.
- آلبرت هال در نقش ژنرال الیاس دکر، افسر فرمانده سابق پین.
- اندرو هریسون لیدز در نقش کادت داتسون، یک براون دماغ که رهبر تیم کادت برای مدیسون مقدماتی JROTC بود. داتسون پس از تنزل رتبه به نفع کادت الکس استون به ولینگتون منتقل می‌شود.
- دیمین دانته ویانس در نقش کادت دوایت «دی» ویلیامز
- کریس اوون در نقش کادت وولیگر که یک هیپوکندریاک است.
- جوزف بلر در نقش کادت برایان
- استیون کلمن در نقش کادت لیلاند
- مارک مدیسون در نقش کادت فاکس
- پیتون چسون-فول در نقش کادت گروهبان جانسون
- بام بام بیگلو در نقش دوچرخه‌سوار. او توسط کادت‌ها استخدام می‌شود تا با پین مقابله کند و او را بترساند تا او را ترک کند.
- جورج چونگ در نقش ویت کنگ چریک از ماژور پین روز دریم
- آر. استفان وایلز در نقش کادت کادت کت
- آر جی نول در نقش کادت جدید کور[۱]

## فیلمبرداری
سرگرد پین در مدرسه میلر آلبمارل در شارلوتزویل، ویرجینیا فیلمبرداری شد.